# Bảo tàng Hwajeong
Bảo tàng Hwajeong là bảo tàng ở Pyeongchang-dong, Jongno-gu, Seoul, Hàn Quốc.